# Зоуи Дийн
Зоуи Дийн (на английски: Zoey Dean) е съвместен псевдоним на американските писатели съпрузите Шери Бенет (на английски: Cherie Bennett) и Джеф Готсфийлд (на английски: Jeff Gottesfeld), автори на произведения в жанровете чиклит и хумористичен юношески роман.

## Биография и творчество
Първоначално съавторите представят на читателите измислена биография на млада жена, но по-късно са разкрити в журналистическа публикация на „Ню Йорк Таймс“ през 2006 г.
Първият им роман „Тийнейджърите от хайлайфа“ от поредицата „А-Лист“ и публикуван през 2003 г.
В периода 2008 – 2009 г. по романа „Privileged“ е направен американския телевизионен сериал „Привилeгировани“ с участието на Джоана Гарсиа, Луси Хейл и Майкъл Касиди.
През 2010 г. е направен сериал и по романа „Hollywood Is like High School with Money“ с участието на Келси Сандърс, Лили Симънс и Лори Алън.

## Произведения

### Самостоятелни романи
- How to Teach Filthy Rich Girls (2007)
- Privileged (2008)
- Hollywood Is like High School with Money (2009)

### Серия „А-Лист“ (A-List)
1. The A-List (2003) – издаден и като „New York to LA“
Тийнейджърите от хайлайфа, изд.: ИК „Пан“, София (2010), прев. Корнелия Лозанова
2. The Girls on Film (2003) – издаден и като „Beverly Hills High“
Момичетата от филма, изд.: ИК „Пан“, София (2011), прев. Корнелия Лозанова
3. Blonde Ambition (2004) – издаден и като „Malibu Sun“
4. Tall Cool One (2005)
5. Back in Black (2005)
6. Some Like It Hot (2006)
7. American Beauty (2006)
8. Heart of Glass: (2007)
9. Beautiful Stranger (2007)
10. California Dreaming (2008)

### Серия „Талант“ (Talent)
1. Talent (2008)
2. Almost Famous (2008)
3. Star Power (2009)
4. Young Hollywood (2009)

### Серия „А-Лист: Холивудски знаменитости“ (The A-List: Hollywood Royalty)
1. Hollywood Royalty (2008)
2. Sunset Boulevard (2009)
3. City of Angels (2010)

### Екранизации
- 2008 – 2009 Privileged – ТВ серал, 1 епизод, по романа
- 2010 Hollywood Is Like High School with Money – ТВ сериал, 10 епизода, по романа